# Valentina Kovpan
Valentina Ivanovna Kovpan (in russo Валентина Ивановна Ковпан?, in ucraino Валентина Іванівна Ковпан?, Valentyna Ivanivna Kovpan; Petroostriv, 28 febbraio 1950 – 12 maggio 2006) è stata un'arciera sovietica.

## Palmarès
- Giochi olimpici

Montréal 1976: argento nell'individuale.